# Robert Seymour
Robert Seymour (Somerset, 1798 – Islington, 20 aprile 1836) è stato un illustratore britannico.
Elaborò illustrazioni per i libri di Charles Dickens e raggiunse la fama anche in qualità di artista caricaturale.

Era noto per la grande dedizione al suo inesauribile lavoro che gli provocò non pochi danni nervosi, e che probabilmente lo uccise, spingendolo al suicidio. Dickens disse che poco tempo prima della sua morte, Seymour chiese alla moglie di indossare un cappello da vedova.

## Biografia

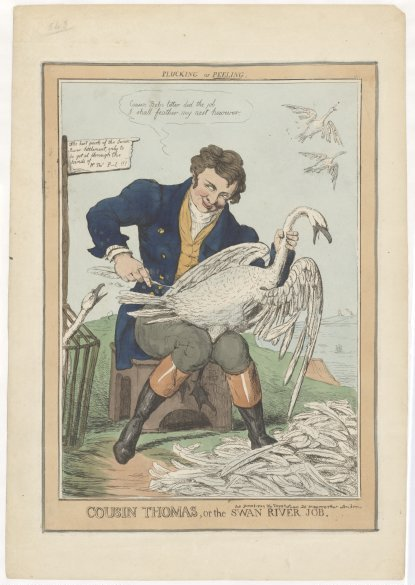
Una caricatura politica di Robert Seymour datata 1829, raffigurante Thomas Peel

Seymour, secondo figlio di Henry Seymour ed Elizabeth Bishop, nacque nel Somerset, in Inghilterra. Il padre morì dopo essersi trasferiti a Londra lasciando la madre impoverita con due figli e una figlia; durante questo periodo Seymour venne assunto come disegnatore per Mr Vaughan a Smithfield, Londra. La sua ambizione di diventare un disegnatore professionista si realizzò quando, all'età di 24 anni nel 1822, furono esposti alla Royal Academy i suoi lavori per la Gerusalemme liberata di Torquato Tasso, che constava di oltre cento figure. In seguito a questo primo successo, venne incaricato di illustrare le opere di William Shakespeare, John Milton, Miguel de Cervantes, William Wordsworth. Dopo la morte della madre avvenuta nel 1827, sposò la cugina Jane Holmes, dalla quale ebbe due figli, Robert e Jane. Robert Seymour Senior morì il 20 aprile 1836.

## Esperienze artistiche
Ispirato dai lavori dell'illustratore George Cruikshank, cominciò la sua attività con lo pseudonimo di Short Shank. Dal 1822 al 1827 si dedicò ad una vasta gamma di soggetti, che spaziavano dalla letteratura per bambini, ai melodrammi e anche alle illustrazioni topografiche e scientifiche; la continua richiesta delle sue illustrazioni, gli tolse molto del tempo libero che avrebbe voluto conservare per sé e per la frequentazione dei suoi amici, il suo editore Lacey e l'illustratore Cruishank. Ebbe fortuna grazie alle sue caricature politiche, che furono largamente distribuite e pubblicate da giornali noti per le loro controverse tendenze satiriche, come il Figaro in London (ora noto come Punch) o il Looking Glass. Seymour era fortemente preso dalla sua professione e molto sensibile riguardo al suo essere artista, che in breve tempo lo colpirono una serie di disturbi psichici, culminati in un esaurimento nervoso nel 1830.

### Le prime stampe

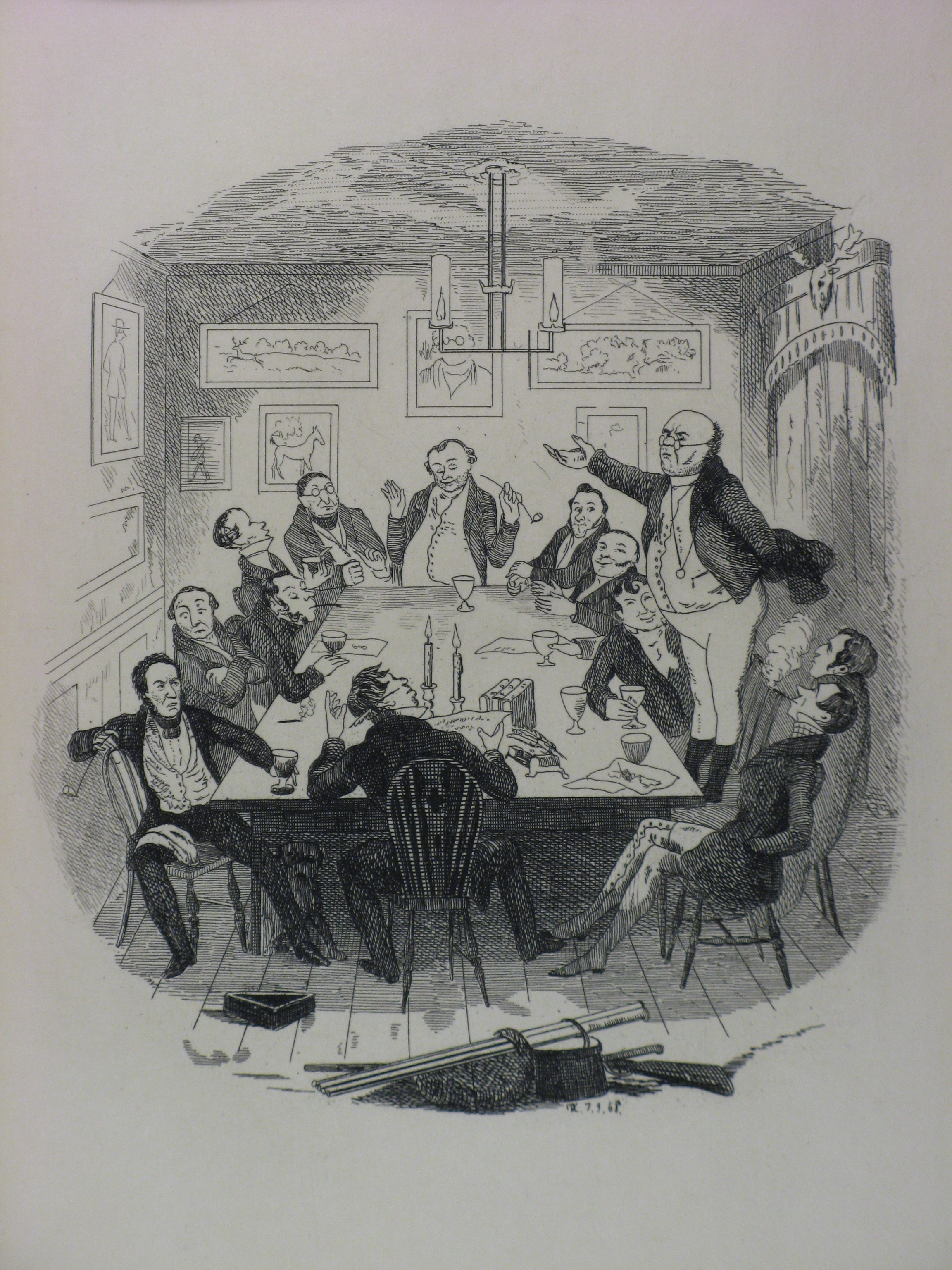
il Signor Pickwick che si rivolge al Club:

Nel 1827 venne assunto per l'editore Thomas McLean grazie alle sue acqueforti e incisioni, ed in seguito venne coinvolto nel progetto del Looking Glass, prodotto nel 1830, e che lo impegnò per il resto della sua vita.
La sua prima illustrazione tratta da un libro di Dickens fu pubblicata integrata ad un suo vecchio lavoro, The Bloomsbury Christening, nel Seymour's Comic Album del 1834. Contribuì alle illustrazioni del racconto breve The Tuggses at Ramsgate nell'aprile del 1836, e nel 1835 pubblicò una serie sullo Squib Annual of Poetry, Politics and Personalities, che riscosse un ottimo successo.
Lavorò in stretto contatto con Dickens per la pubblicazione di Il Circolo Pickwick, il quale giudicava ed esprimeva dubbi e opinioni riguardo alle illustrazioni dei suoi personaggi. Le indicazioni di Dickens erano precise, e quando Seymour arrivò a disegnare il signor Pickwick pretese che fosse un panciuto ed allegro londinese della borghesia, anziché lo smunto personaggio che Seymour aveva proposto..

### La questioneFigaro
Nel 1831 collaborò con il Figaro in London, producendo oltre 300 vignette umoristiche e caricature politiche, come integrazione delle notizie scandalistiche e politiche che Gilbert Beckett scriveva. L'economico settimanale mondano era proprietà dello stesso à Beckett, amico di Charles Dickens, in società con George Cruishank che lo pubblicava, il quale nel 1827, insultò pubblicamente Seymour per i suoi lavori e per il suo nome d'arte. Gilbert à Beckett, in seguito ad una grossa perdita finanziaria, si rifiutò di pagare Seymour e lo sostituì con il fratello di Cruishank, alimentando un focolaio di illazioni contro l'illustratore che terminò solo con la fine del mandato editoriale di à Beckett. Seymour ritornò a lavorare per quella testata soltanto dopo la nomina del nuovo editore, Henry Mayhew.
L'umiliazione continua fu addotta come causa del prematuro decesso di Seymour dal medico legale che ne accertò la morte.

### L'illustratore popolare

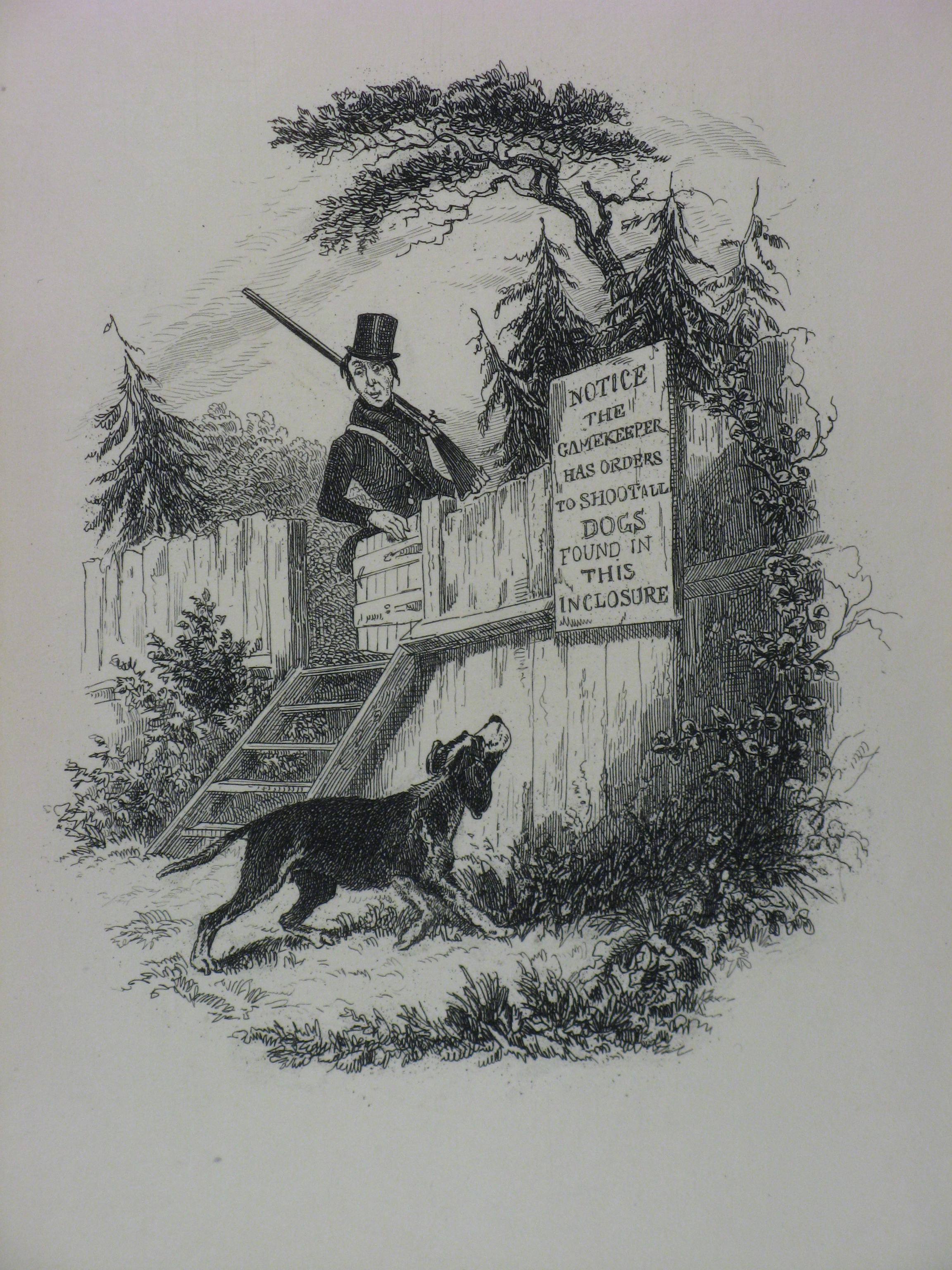
Il cane sagace

Nonostante tutto, Seymour divenne ben presto un punto di riferimento nel suo ambito, importante quanto Cruishank, e a detta di Sir Richard Phillips, sarebbe stato il prossimo rappresentante della Royal Academy.
L'illustratore, avendo raggiunto una certa notorietà ed indipendenza economica, fece produrre una serie di litografie raffiguranti scene di vita quotidiana, ritratti naturalistici di momenti di caccia e pesca, liberamente ispirate alle giornate di svago trascorse con il suo amico Cruishank.

### Il Circolo Pickwick
Sulla scia di soggetti popolari, Seymour continuò ad illustrare Il Circolo Pickwick per Edward Chapman, della Chapman and Hall. Il lavoro fu pubblicato in parti mensilmente, e in accordo con Chapman, Seymour ottenne che le sue acqueforti fossero introdotte da un testo scritto da Dickens, l'autore dal cui libro erano tratte le immagini. La prima parte del lavoro fu completata e pubblicata, ma prima che Seymour potesse ultimare il secondo gruppo di immagini, morì suicida. La commissione passò prima a Robert William Buss, i cui lavori furono giudicati insoddisfacenti, poi a Hablot Knight Browne.
Seymour fu trovato morto nella sua residenza estiva di Islington, il medico legale che effettuò il sopralluogo due giorni dopo, il 22 aprile 1836, disse che il suicidio aveva avuto luogo a causa di un'infermità mentale temporanea, aggravata dalle vessazioni subite.
La vedova di Seymour e la sua famiglia dovettero rinunciare ai loro beni e alle royalties, e non ottennero il permesso di dare un funerale religioso all'uomo.

### La controversia sulla morte
Durante le indagini dovute alla scomparsa improvvisa di Seymour, si cercò di capire cosa era avvenuto nelle 24 ore precedenti al decesso.

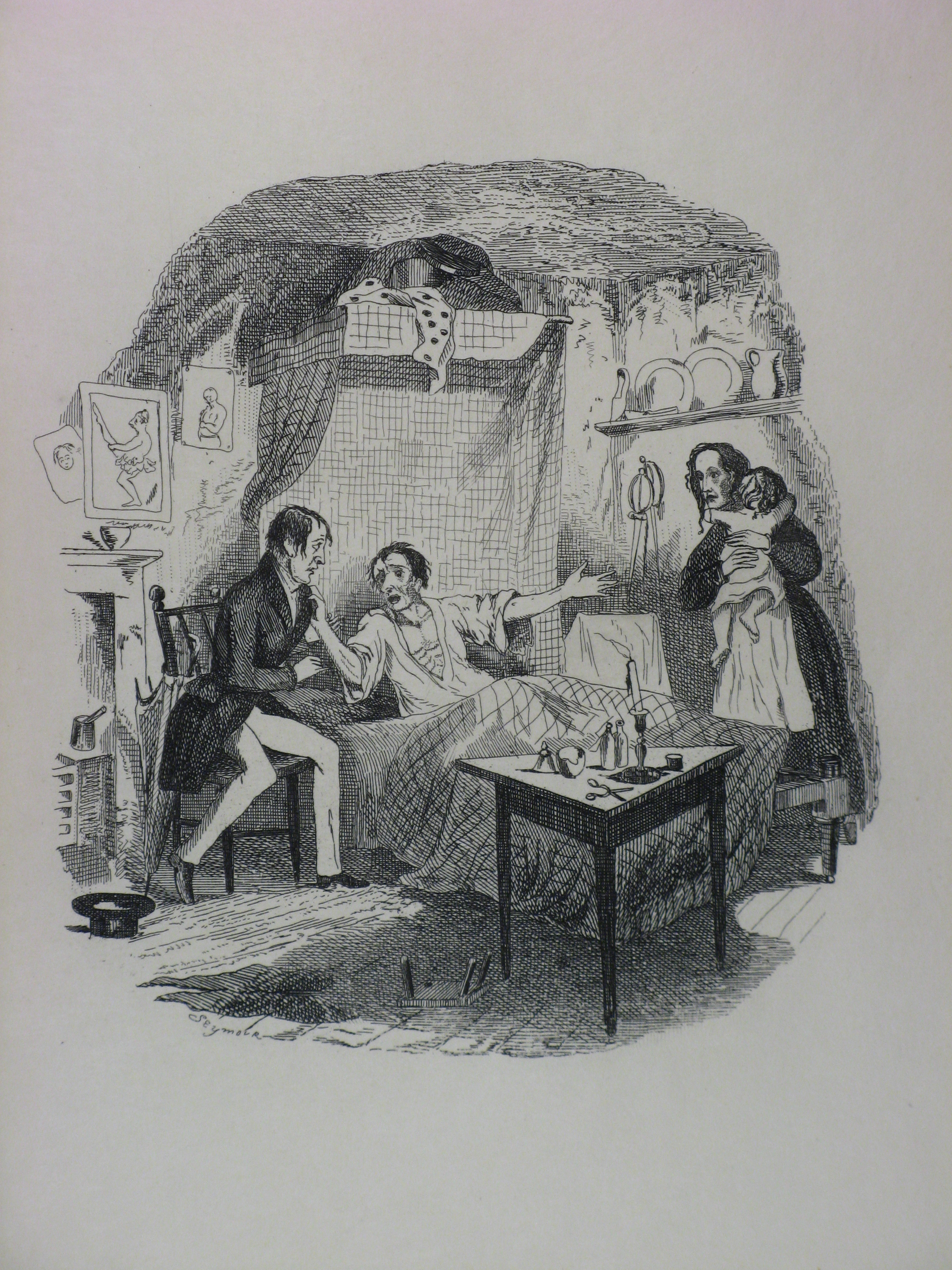
Il Clown morente

Seymour andò in visita a casa Dickens dove discussero sul capitolo del Clown morente, bevettero qualche drink insieme, discussero animatamente e poi Seymour lasciò la casa. Il giorno della morte Chapman ricevette il disegno e decise di incontrare più tardi l'illustratore. Le dichiarazioni di Dickens e Chapman sostenevano che Seymour lavorò tutta la notte sull'illustrazione del capitolo, e trovò la morte la mattina seguente, anche se non si capiva come avessero potuto ottenere un'informazione simile e loro non lo spiegarono. Dickens in seguito, affermò di aver trovato tali informazioni sulla cronaca del mattino in cui fu trovato il corpo di Seymour.
Quando Chapman ripubblicò i capitoli illustrati sotto forma di volume, inserì una dichiarazione negativa di Dickens in cui asseriva che nessun particolare era stato aggiunto volontariamente da Seymour e che non aveva suggerito nessuna delle scene, essendo morto alla pubblicazione di sole ventiquattro pagine, in conseguenza delle calunnie iniziate da Beckett, sebbene l'illustrazione de "I Pickwickiani nella cucina di Wardle" contraddicesse pienamente ciò che Dickens affermava.

## Illustrazioni del Circolo Pickwick
- Frontespizio

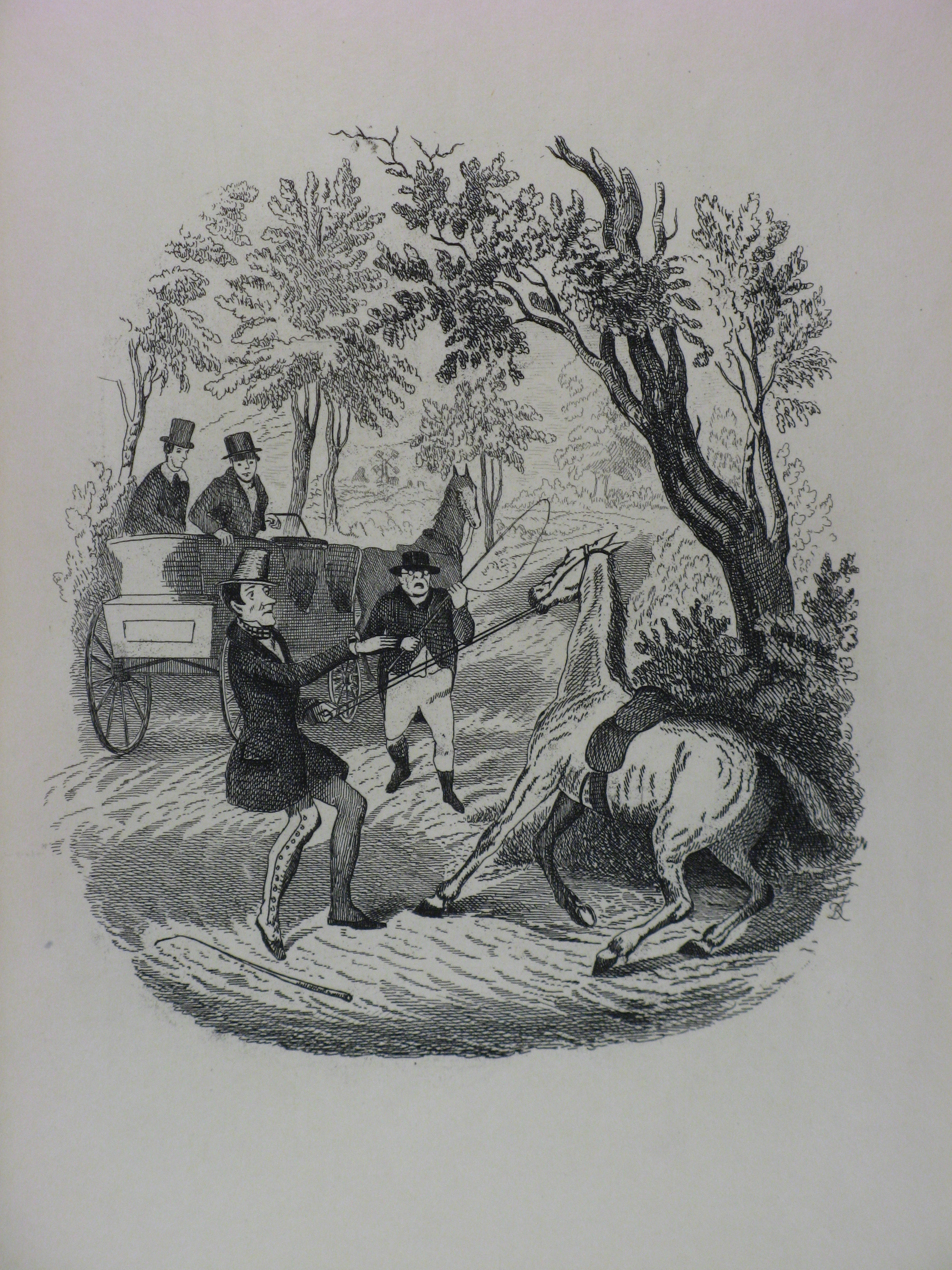
Il Signor Winkle Doma il Destriero Ostinato

- Il signor Pickwick si rivolge al Club
- Il Vetturino Battagliero
- Il Cane Sagace
- Dr. Slammers disprezza di Jingle
- Il Clown Morente
- Il signor Pickwick in Cerca del Suo Cappello
- Il signor Winkles Doma il Destriero Ostinato
- I Pickwickiani nella cucina di Wardle.